# Edith Cavell (navire)
Pour les articles homonymes, voir Edith Cavell (homonymie).
L'Edith Cavell est un navire marchand britannique, échoué en 1924 sur le Maroni, dont l'épave fut envahie par la végétation et est située face à l'esplanade Laurent-Baudin dans la commune de Saint-Laurent-du-Maroni en Guyane.
Il fut nommé ainsi en hommage à l'infirmière britannique Edith Cavell.

## Histoire
Le vapeur Edith Cavell dont le nom est Wagner jusqu'en 1915, est construit par Bartram & Sons à South Dock et mis à l'eau le 23 mai 1898 pour le compte de l'armement Jenneson Taylor and Co (Sunderland). Jaugeant 3 475 tonneaux, le vapeur mesure 106,6 m pour une largeur de 14,5 m et un tirant d'eau de 5 m.
Il est racheté à la fin de l'année 1915 par la Sefton SteamShip Company appartenant à Edward Ashley Cohan, mais gérée par H. E. Moss & Co de Liverpool. La compagnie Sefton SS est une filiale anglaise de la Société Générale des Transports Maritimes (SGTM) de Marseille, ce qui explique sa présence en Guyane en novembre 1924. Lors de son rachat fin 1915, le vapeur est renommé Edith Cavell du nom de l'infirmière anglaise fusillée par les allemands en Belgique le 12 octobre 1915.
Affrété par la Société Générale des Transports Maritimes de Marseille, le vapeur anglais Edith Cavell effectue en novembre 1924 un transport de marchandises de Marseille vers les Antilles en passant par la Guyane (Cayenne d'abord, puis Saint-Laurent-du-Maroni). Après avoir quitté Cayenne le 27 novembre, il arrive à Saint-Laurent-du-Maroni le lendemain. Deux jours plus tard, le 30 novembre, en voulant accoster le quai de l'administration pénitentiaire, il s'échoue sur un rocher. L'eau envahit progressivement la salle des machines, et les pompes du navire étant inefficaces il est alors fait appel à celles du vapeur Maroni, appartenant à l'administration pénitentiaire. En effet, Saint-Laurent-du-Maroni est la seule commune de France créée et gérée par l'administration pénitentiaire jusqu'en novembre 1949 où elle devient alors une commune « civile » de plein droit.
Le 13 décembre 1924, le gouverneur de la Guyane, Charles Jean Chanel, inflige un blâme avec inscription au dossier à Jean-Louis Cagnet, pilote de 4e classe, et à Julien Cabéria, guetteur de vigie de 3e classe, pour négligence dans le service à l'occasion du « stationnement hors rade du vapeur Edith Cavell ». Cette décision sera finalement rapportée en juin 1925.
Malgré toutes les tentatives faites pour le renflouer, le vapeur anglais se brise en deux le 30 décembre 1924. Les treuils du cargo anglais étant hors d'usage, ce sont ceux du vapeur Oyapock, autre bateau de l'administration pénitentiaire, qui se chargent de vider la cargaison. Seuls 1 200 tonnes peuvent être sauvées et déchargées sur la rive. L'administration pénitentiaire met à la disposition de l'équipage des bagnards afin de transporter les marchandises jusqu'à un hangar près de l'hôpital.
L'administration locale diligente une enquête aboutissant à la responsabilité du capitaine du navire qui, lui, rejette la faute à la fois sur une erreur du pilote français chargé de guider le navire et à la mauvaise position de la bouée signalant l'écueil. Cette argumentation n'est pas retenue car l'échouage s'étant produit de nuit, cette bouée n'est pas lumineuse. 
Cependant et après audition de l'ensemble de l'équipage, le capitaine et le 1er officier ainsi que le chef mécanicien sont arrêtés et emprisonnés le 13 janvier 1925 pour avoir délibérément abandonné leur navire sur les côtes françaises. Le reste de l'équipage est rapatrié à destination du Havre à bord du vapeur Prins Frederik Hendrik le 24 janvier. De leur côté, et eu égard aux accusations venues de Guyane, les propriétaires du vapeur Edith Cavell déclarent que « le Capitaine et son second sont absolument incapables d'une telle indélicatesse ».
L'affaire fait grand bruit en Angleterre où la presse se déchaîne, interpellant le Foreign Office sur les mesures prises pour faire libérer les officiers du navire. De plus, l'état de santé du Capitaine John G. Joys s'étant détérioré, le Consul britannique en poste à Paramaribo — capitale de la Guyane hollandaise devenue aujourd'hui le Suriname — vient rendre visite aux officiers écroués afin de les interroger et d'avoir la version des officiels français. Après une forte pression du gouvernement anglais, le ministre des colonies demande officiellement au gouverneur de la Guyane de remettre en liberté les deux officiers de marine, le chef mécanicien ayant déjà été autorisé à quitter la Guyane.
Finalement le Capitaine John G. Joys et son 1er officier Francis W. Burton sont libérés le vendredi 6 février 1925 sous caution d'un montant de 20 000 francs. Malgré les intentions des autorités locales en Guyane d'intenter un procès  contre les deux officiers anglais, le gouvernement français le juge totalement inopportun. Les deux hommes décèdent quelques mois après leur retour en Angleterre et la presse britannique impute ces décès aux conditions de leur emprisonnement jugé injustifié en Guyane.
Cette affaire de l'Edith Cavell se poursuit encore plusieurs années après le naufrage, notamment après qu'elle a été à quelques reprises évoquée à la Chambre des communes du Parlement du Royaume-Uni notamment par Basil Peto qui demande des compensations financières afin d'indemniser les familles des deux officiers. C'est finalement le gouvernement local en Guyane qui doit se charger de cette indemnisation à hauteur de 225 000 francs qui sont imputés sur le budget de l'année 1927.